# Fritz d'Orey
Fritz d'Orey (n. 25 martie 1938, São Paulo, Brazilia – d. 31 august 2020, Cascais, Districtul Lisabona, Portugalia) a fost un pilot de Formula 1. De-a lungul carierei a luat startul în 3 curse, niciuna din pole-position. Nu a câștigat nicio cursă și nu a terminat niciodată pe podium, acumulând 0 puncte în întreaga activitate ca pilot de Formula 1.